# Laucha an der Unstrut
Laucha an der Unstrut (« Laucha-sur-Unstrut ») est une ville allemande de l'arrondissement du Burgenland, dans le Land de Saxe-Anhalt.

## Géographie
La ville se situe sur la rivière Unstrut, dans le vignoble de Saale-Unstrut et le parc naturel de Saale-Unstrut-Triasland. La région vallonnée est une terre de vigne et fruiticulture, accueillant une grande variété de plantes et d'animaux. 
La commune comprend les quartiers de Burgscheidungen, Dorndorf, Kirchscheidungen, Plößnitz et Tröbsdorf.
|           | Karsdorf              | Gleina   |
| Bad Bibra | Laucha an der Unstrut | Freyburg |
|           | Balgstädt             |          |

La gare de Laucha se trouve sur la ligne ferroviaire de l'Unstrut reliant Naumbourg et Reinsdorf via Freyburg et Nebra. La Bundesstraße 176 (Bad Bibra - Freyburg) traverse le centre-ville.

## Histoire

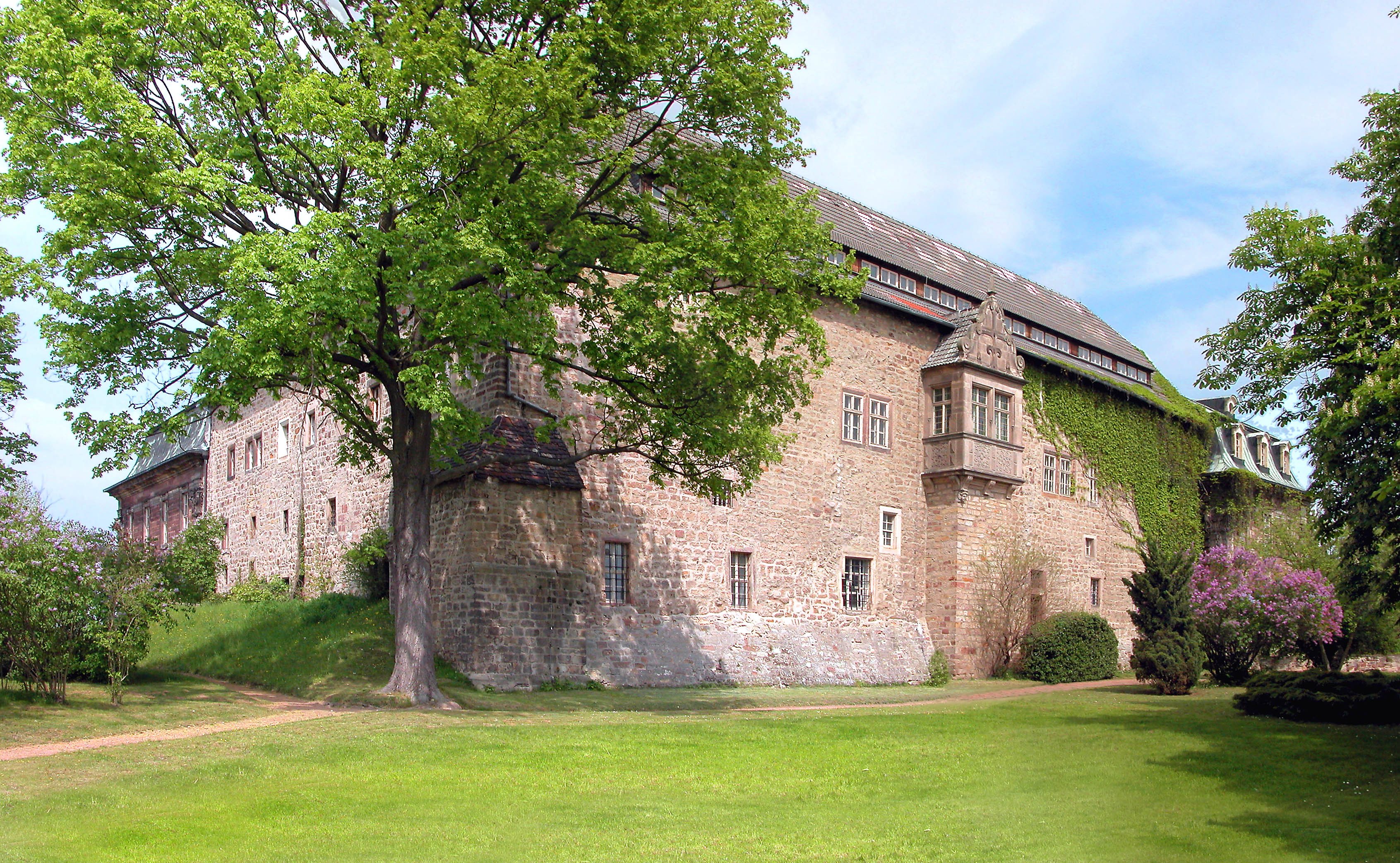
Le château de Burgscheidungen.

La vallée de l'Unstrut est peuplée depuis la période néolithique. Au début du Moyen Âge, le lieu de Burgscheidungen était possiblement le site d'une forteresse des Thuringes. Selon l’Histoire des Saxons rédigée par Widukind de Corvey, le roi thuringien Hermanfred fut battu par les Francs de Thierry Ier et les Saxons à Scithingi le 1er octobre 531 ; néanmoins, jusqu'à présent, les fouilles archéologiques qui y sont effectuées ne fournissent aucun indice. 
Le château de Scidinge est mentionné dans un inventaire des biens de l'abbaye de Hersfeld vers 899. Il faisait, à cette époque, partie du duché de Saxe (Ostphalie). En 1043, le roi Henri III l'a remise à sa toute jeune épousée Agnès de Poitiers qui le donne à l'évêché de Bamberg en 1069.
Laucha lui-même est un ancien village-rue sur la route commerciale reliant Langensalza, Freyburg et Mersebourg. Il est mentionné pour la première fois en 926 puis en 1124. Grâce au roi Venceslas, Laucha, riche et prospère, obtient le privilège urbain en 1392. Elle est cependant souvent pillée et incendiée au cours des guerres et endommagée aussi par des catastrophes naturelles.
Jusqu'en 1806, la ville appartenait au district de Freyburg au sein de l'électorat de Saxe ; de 1657 à 1746, elle faisait partie du duché de Saxe-Weissenfels. À partir de 1699, le château de Burgscheidungen était la résidence d'Adolf Magnus d'Hoym (1668-1723), conseiller et ministre d'Auguste le Fort, et de son épouse Anne-Constance de Brockdorff (1680-1761), future comtesse de Cosel. À la suite du congrès de Vienne en 1815, Laucha fut incorporée dans le district de Mersebourg de la Saxe prussienne.
En juillet 2009, l'anciennes communes de Burgscheidungen et de Kirchscheidungen fusionnent avec Laucha.

## Personnalités liées à la commune
- Gottfried Möbius (de) (1611–1684), médecin ;
- Georg Möbius (de) (1616–1697), théologien protestant ;
- Friedrich Thiersch (1784–1860), érudit et pédagogue, né à Kirchscheidungen ;
- Carl Johannes Thomae (1840-1921), mathématicien ;
- Sigmund Schenkling (1865–1946), professeur entomologiste et coléoptérologue ;
- Karl Heise (1872–1939), essayiste ;
- Max Weber (1922–2007), athlète ;
- Gunter Heise (de) (né en 1951), homme d'affaires.